# AWA世界女子王座
AWA世界女子王座（AWAせかいじょしきゅうおうざ、AWA World Women's Championship）は、アメリカン・レスリング・アソシエーション（以下「AWA」と略）が認定していた女子プロレスの王座の一つである。
1999年にAWAスーパースターズによって同名のタイトルが復活しているが、それについてはAWA世界女子王座（AWAスーパースターズ版）の項参照。

## 歴史
1960年5月にバーン・ガニアがNWAのミネアポリス地区から脱退してAWAを設立。同年にNWA世界女子王者のジューン・バイヤースを初代AWA世界女子王者に認定。
1963年に空位となる（バイヤースが保持していたNWA王座は引退する1964年まで継続）。同年、ケイ・ノーブル、キャシー・スターとの間で王者決定戦を行い、ノーブルが王者に就く。以降、AWA独自のタイトルとして機能していた。
ジャパン女子プロレスにてジャッキー佐藤、神取忍、アメリカ遠征時の長与千種が挑戦したことがある。
1991年にAWAの活動停止に伴い封印された。

## 歴代王者
| 歴代  | 選手                 | 戴冠回数 | 獲得日付       | 獲得場所 （対戦相手・その他） |
| ----- | -------------------- | -------- | -------------- | ----------------------------- |
| 初代  | ジューン・バイヤース | 1        | 1960年         | 不明 AWAから指名              |
| 第2代 | ペニー・バナー       | 1        | 1961年8月26日  | アンゴラ                      |
| 第3代 | ケイ・ノーブル       | 1        | 1963年4月13日  | ミネソタ州セントポール        |
| 第4代 | ビビアン・バション   | 1        | 1971年11月4日  | カナダ・マニトバ州ウィニペグ  |
| 第5代 | ベティ・ニコライ     | 1        | 1975年3月27日  | 不明                          |
| 第6代 | キャンディ・デバイン | 1        | 1984年11月     | ミネソタ州ミネアポリス        |
| 第7代 | シェリー・マーテル   | 1        | 1985年9月28日  | イリノイ州シカゴ              |
| 不明  | キャンディ・デバイン | 1        | 1985年10月     | 不明                          |
| 不明  | シェリー・マーテル   | 1        | 1985年10月17日 | カナダ・マニトバ州ウィニペグ  |
| 不明  | キャンディ・デバイン | 3        | 1986年1月16日  | カナダ・マニトバ州ウィニペグ  |
| 不明  | シェリー・マーテル   | 3        | 1985年6月28日  | カナダ・マニトバ州ウィニペグ  |
| 不明  | メデューサ・ミセリー | 1        | 1987年12月27日 | ネバダ州ラスベガス            |
| 不明  | ウェンディ・リヒター | 1        | 1988年11月26日 | ミネソタ州ブルーミントン      |
| 不明  | キャンディ・デバイン | 4        | 1989年12月6日  | カナダ・オンタリオ州トロント  |